# Dialeurolonga tenella
Dialeurolonga tenella là một loài côn trùng cánh nửa trong họ Aleyrodidae, phân họ Aleyrodinae.
Dialeurolonga tenella được Takahashi miêu tả khoa học đầu tiên năm 1961.